# Улица Игоря Численко
Улица И́горя Числе́нко — улица на севере Москвы в районе Аэропорт Северного административного округа от улицы Юрия Никулина.

## Происхождение названия
Проектируемый проезд № 6612 получил название улица Игоря Численко в январе 2018 года. Проезд в районе станции метро «Динамо» и спорткомплекса «ВТБ Арена» назван в честь советского футболиста, форварда команды «Динамо» и сборной СССР Игоря Леонидовича Численко (1939—1994). Игорь Численко проживал на соседней улице Новая Башиловка, где находится мемориальная доска.

## Описание
Улица начинается от улицы Юрия Никулина, проходит через жилищный комплекс «Арена-Парк» на восток к улице Новая Башиловка.